# Nicolinț, Caraș-Severin
Nicolinț este un sat în comuna Ciuchici din județul Caraș-Severin, Banat, România.

## Legături externe

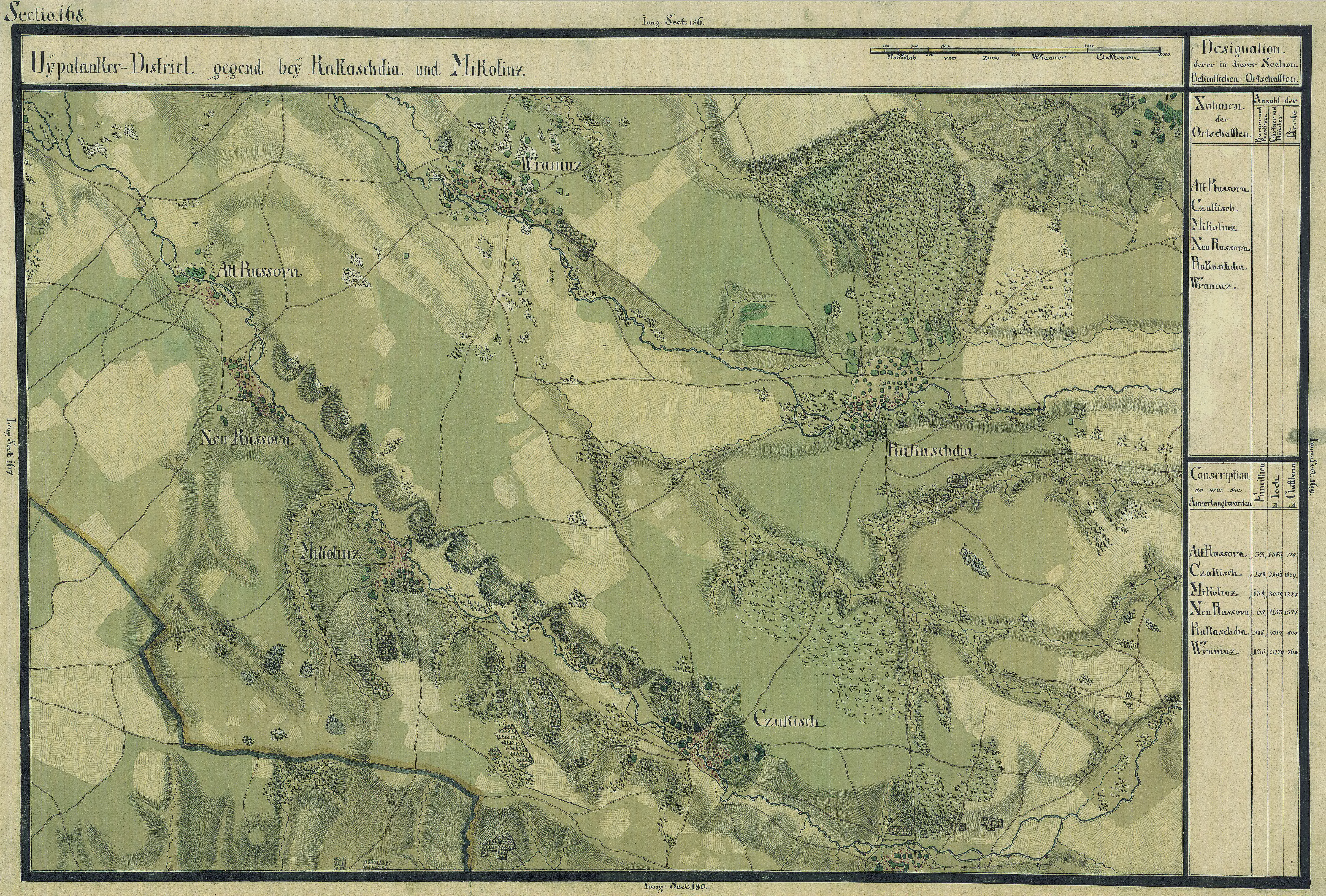
Nicolinţ în Harta Iosefină a Banatului, 1769-72